# Liste des ZNIEFF du Pas-de-Calais
Cette liste recense les sites classés zones naturelles d'intérêt écologique, faunistique et floristique (ZNIEFF) du département du Pas-de-Calais.

## Statistiques
En décembre 2023, l'Inventaire national du patrimoine naturel (INPN) recense, dans le Pas-de-Calais, 245 sites classés zones naturelles d'intérêt écologique, faunistique et floristique répartis en 241 sur le domaine continental et 4 sur le domaine marin. Ces ZNIEFF concernent 586 communes soit 66 % des communes du département.
Deux types de ZNIEFF existent :
- les ZNIEFF de type I, de superficie réduite, sont des espaces homogènes d'un point de vue écologique et qui abritent au moins une espèce et/ou un habitat rares ou menacés, d'intérêt aussi bien local que régional, national ou communautaire ; ou ce sont des espaces d'un grand intérêt fonctionnel pour le fonctionnement écologique local ;
- les ZNIEFF de type II sont de grands ensembles naturels riches, ou peu modifiés, qui offrent des potentialités biologiques importantes. Elles peuvent inclure des ZNIEFF de type I  et possèdent un rôle fonctionnel ainsi qu’une cohérence écologique et paysagère.

Le Pas-de-Calais comprend 225 ZNIEFF de type I et 20 ZNIEFF de type II.

### ZNIEFF de type II
- Code 310013759, Znieff continentale : Basse vallée de la Deûle entre Wingles et Emmerin
- Code 310013700, ZNIEFF continentale : La basse vallée de l’Authie et ses versants entre Douriez et l’estuaire
- Code 310013699, ZNIEFF continentale : La basse vallée de la Canche et ses versants en aval d’Hesdin
- Code 310013274, ZNIEFF continentale : La boutonnière de Pays de Licques
- Code 310013721, Znieff continentale : La cuesta du Boulonnais entre Neufchâtel-Hardelot et Colembert
- Code 310007271, ZNIEFF continentale : La haute Vallée de l’Aa et ses versants en amont de Remilly-Wirquin
- Code 310007267, ZNIEFF continentale : La haute Vallée de la Canche et ses versants en amont de Sainte-Austreberthe
- Code 310007270, ZNIEFF continentale : La haute Vallée de la Lys et ses versants en amont de Thérouanne
- Code 310013266, ZNIEFF continentale : La moyenne vallée de l’Aa et ses versants entre Remilly-Wirquin et Wizernes
- Code 310013733, Znieff continentale : La moyenne vallée de l’Authie et ses versants entre Beauvoir-Wavans et Raye-sur-Authie
- Code 310007268, ZNIEFF continentale : La Vallée de la Ternoise et ses versants de Saint-Pol à Hesdin et le vallon de Bergueneuse
- Code 310013272, ZNIEFF continentale : La Vallée du Bléquin et les vallées sèches adjacentes au ruisseau d’Acquin
- Code 310007276, ZNIEFF continentale : Le complexe bocager du Bas-Boulonnais et de la Liane
- Code 310007249, ZNIEFF continentale : Le complexe écologique de la vallée de la Sensée
- Code 310013353, ZNIEFF continentale : Le complexe écologique du marais Audomarois et de ses versants
- Code 310013285, ZNIEFF continentale : Les vallées de la Créquoise et de la Planquette
- Code 310013360, ZNIEFF continentale : Moyenne vallée de la Lys entre Thérouanne et Aire-sur-la-Lys
- Code 310014024, Znieff continentale : Plaine maritime flamande entre Watten, Loon-Plage et Oye-Plage
- Code 310013724, Znieff continentale : Vallée de la Course
- Code 310013375, ZNIEFF continentale : Vallée de la Scarpe entre Arras et Vitry-en-Artois